# Гойко Качар
Гойко Качар (серб. Gojko Kačar / Гојко Качар, нар. 26 січня 1987, Новий Сад) — сербський футболіст, півзахисник клубу «Гамбург».
Виступав також за клуби «Воєводина», «Герта» та «Сересо Осака», а також національну збірну Сербії.

## Клубна кар'єра
Народився 26 січня 1987 року в місті Новий Сад. Вихованець футбольної школи клубу «Воєводина». Дорослу футбольну кар'єру розпочав 2002 року в основній команді того ж клубу, в якій провів шість сезонів, взявши участь у 78 матчах чемпіонату.
Своєю грою за цю команду привернув увагу представників тренерського штабу клубу «Герта», до складу якого приєднався на початку 2008 року. Відіграв за берлінський клуб наступні два з половиною сезони своєї ігрової кар'єри. Більшість часу, проведеного у складі «Герти», був основним гравцем команди.
Влітку 2010 року «Герта» зайняла 18 місце і покинула Бундеслігу, після чого 23 липня Гойко перейшов у «Гамбург». Вперше вийшов на поле в поєдинку проти «Кайзерслаутерна». Відзначився в тому матчі фантастичним переможним голом, забитим з центру поля. Такий швидкий початок дозволив сербу стати гравцем основного складу «динозаврів». Проте в грі проти «Нюрнберга» постраждали в квітні 2012 року Качар отримав перелом щиколотки і вилетів надовго. Лише в листопаді він повернувся на поле матчем за другу команду. Через надлишок півзахисників Качар до зимової перерви грав лише за другу команду і до першої повернувся лише 9 лютого 2013 року в матчі чемпіонату проти «Боруссії» (Дортмунд), змінивши незадовго до кінця гри за Хин Мін Сона. З приходом влітку 2013 року на тренерський місток команди Берта ван Марвейка, серб був відправлений в молодіжну команду, де і виступав до кінця року.
На початку 2014 року на правах оренди перейшов в японський клуб «Сересо Осака», де провів півроку. За цей час встиг відіграти за команду з Осаки 12 матчів у національному чемпіонаті і забити один гол. Після цього повернувся до «Гамбурга», де став зрідка виходити на заміну.

## Виступи за збірні
Протягом 2007—2009 років залучався до складу молодіжної збірної Сербії. На молодіжному рівні зіграв у 16 офіційних матчах, забив 7 голів. Разом з командою він став віце-чемпіоном Європи 2007 року, а також брав участь у молодіжному Євро-2009, де серби не подолали груповий етап.
2008 року у складі своєї олімпійської футбольної збірної був учасником літніх Олімпійських ігор в Пекіні.
24 листопада 2007 року дебютував в офіційних матчах у складі національної збірної Сербії в кваліфікації на Євро-2008 року проти збірної Казахстану (1:0).
У складі збірної був учасником чемпіонату світу 2010 року у ПАР.
Наразі провів у формі головної команди країни 25 матчів.

## Сім'я
Рідний дядько Гойко Слободан Качар — олімпійський чемпіон 1980 року з боксу. Інший дядько Гойко, також боксер Тадія Качар — віце-чемпіон Олімпіади-1976.